# Storängsbotten

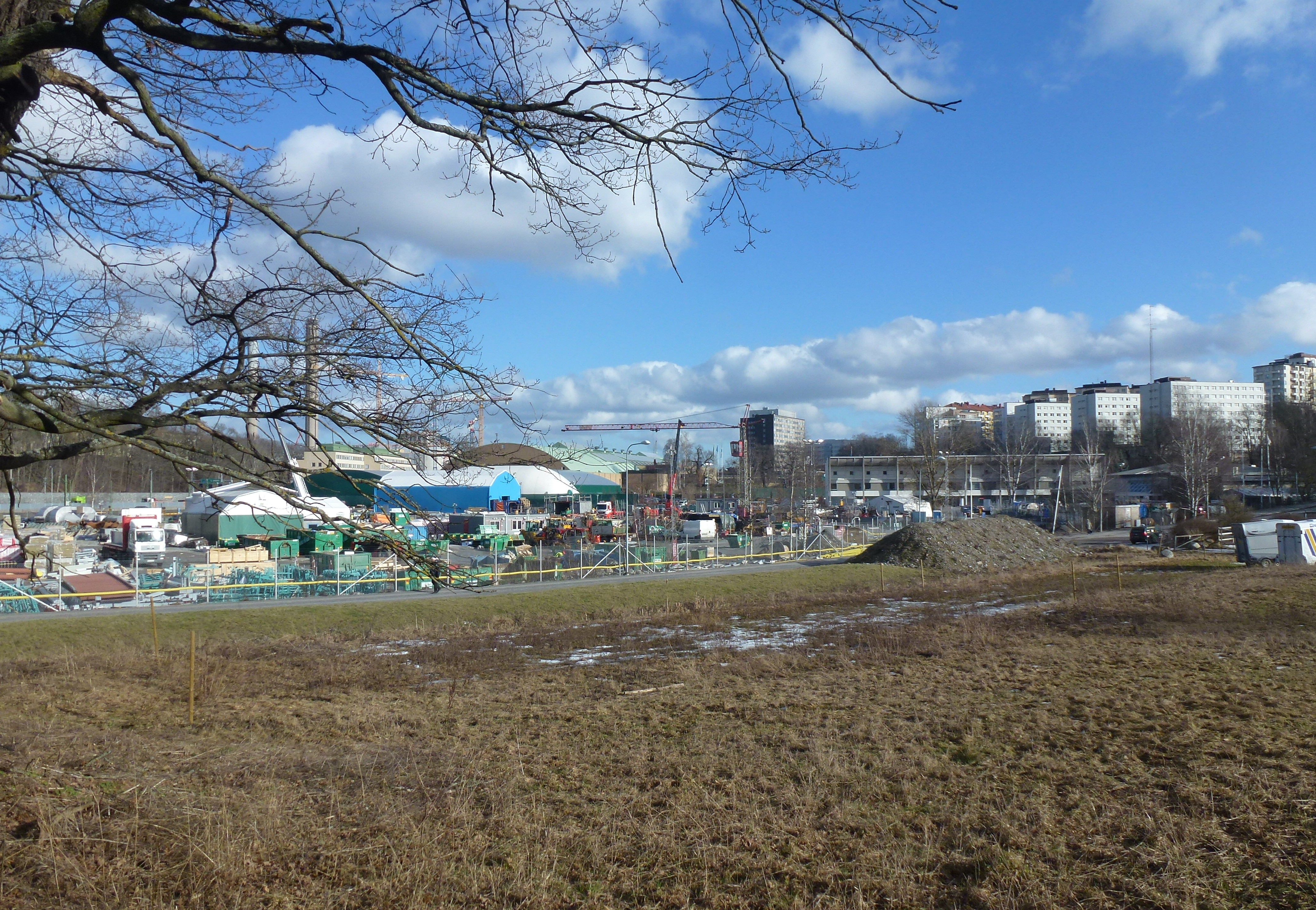
Storängsbotten, vy mot norr, 2015.

Storängsbotten är ett område norr om Lidingövägen i västra delen av stadsdelen Hjorthagen, Stockholm.

## Historik

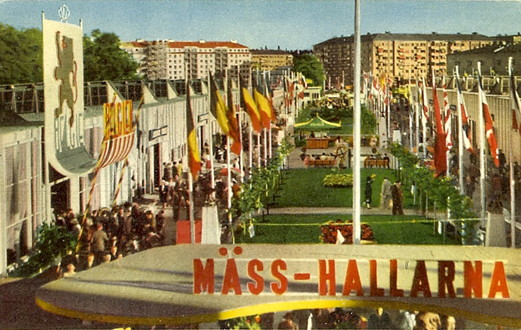
Sankt Eriks-Mässan, 1950-tal.

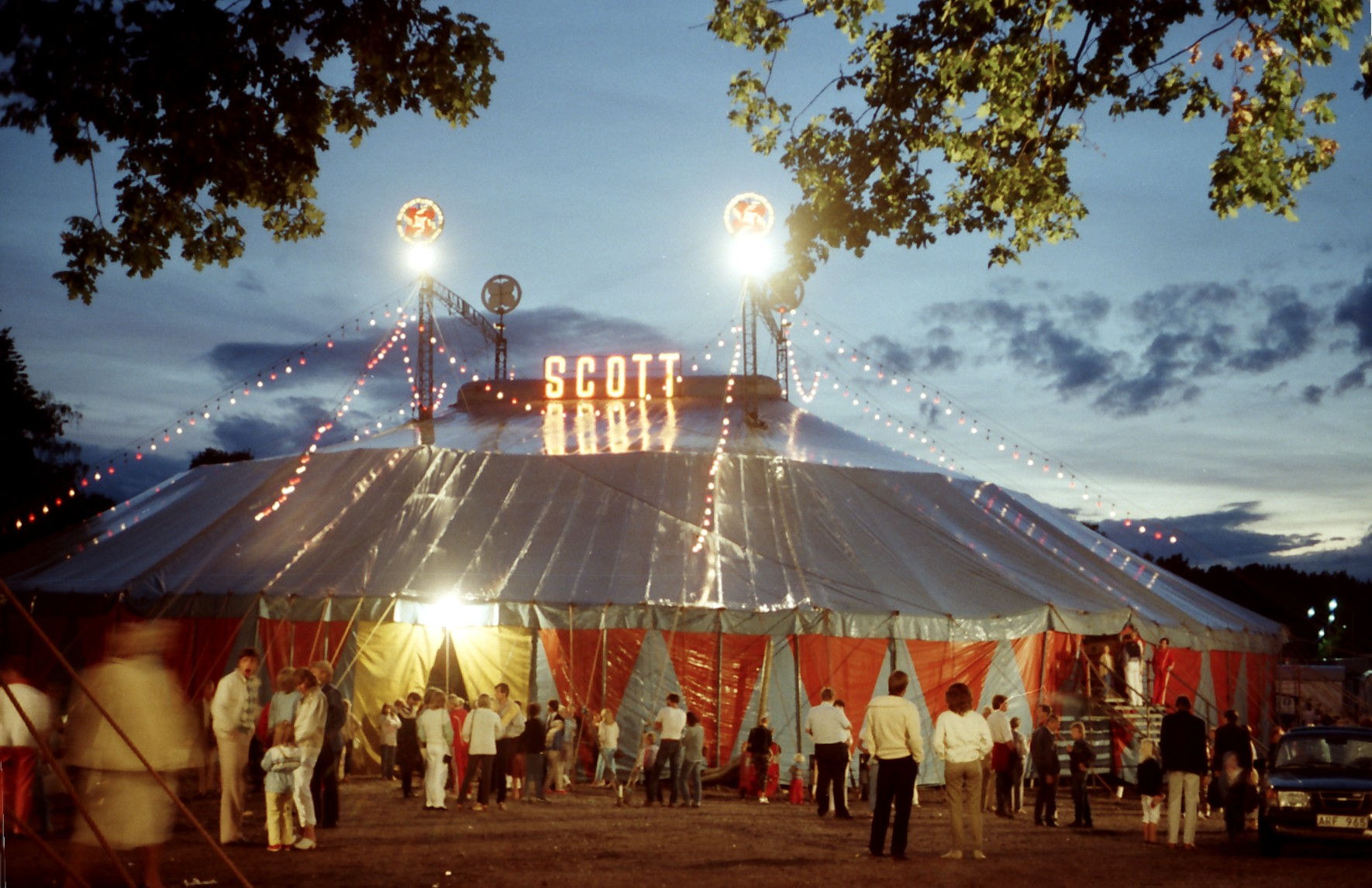
Cirkus Scott på besök på Storängsbotten, augusti 1983.

Storängsbotten var på 1600-talet fortfarande en vik av Östersjön. På Erland Ströms karta från 1696 finns "Storängs Lad Wiken" som en sydlig fortsättning av "Husare Wiken" inritad. Genom landhöjningen har Storängsbotten liksom Lillsjön och Uggleviken blivit torrlagda.

## Markanvändning
Norra delen av området ligger vid södra sidan av Husarviken och rymmer Värtagasverkets gasklockor, och en del äldre industribyggnader, där finns några större grossister bl.a. Martin Olsson, Electrolux och Svanströms, samt ett litet djursjukhus. Tidigare fanns här även mindre industriverksamhet och bilverkstäder, som var inhysta i skjul av den äldre typen korrugerad plåt. Större nybyggnation av bostäder påbörjades under 2005 efter att flera av de äldre byggnaderna rivits.
Södra delen av området är beläget öster om Östermalms IP och väster om Kungliga Tennishallen. S:t Eriks-Mässan bedrevs där från starten 1943 till och med 1970, sedan flyttade mässan till Älvsjö (dagens Stockholmsmässan). Numera används denna öppna plats för evenemang som cirkus och utomhuskonserter.

## Framtidsplaner för Storängsbotten
Planområdet för Storängsbotten ligger numera inom Norra Djurgårdsstadens stadsutvecklingsområde och utgör en del av Kungliga Nationalstadsparken, vilket ställer särskilda krav. Enligt en pågående planprocess (våren 2015) finns planer på att möjliggöra utveckling av området för idrott och hälsa. Planförslaget innebär bland annat att befintlig bebyggelse i området bevaras (med undantag för före detta tyska paviljongen) och kompletteras med ny, låg bebyggelse ”som inte sticker upp ovanför trädkronorna - högst ca 3 våningar höga”.